# شهرستان الخوخاه

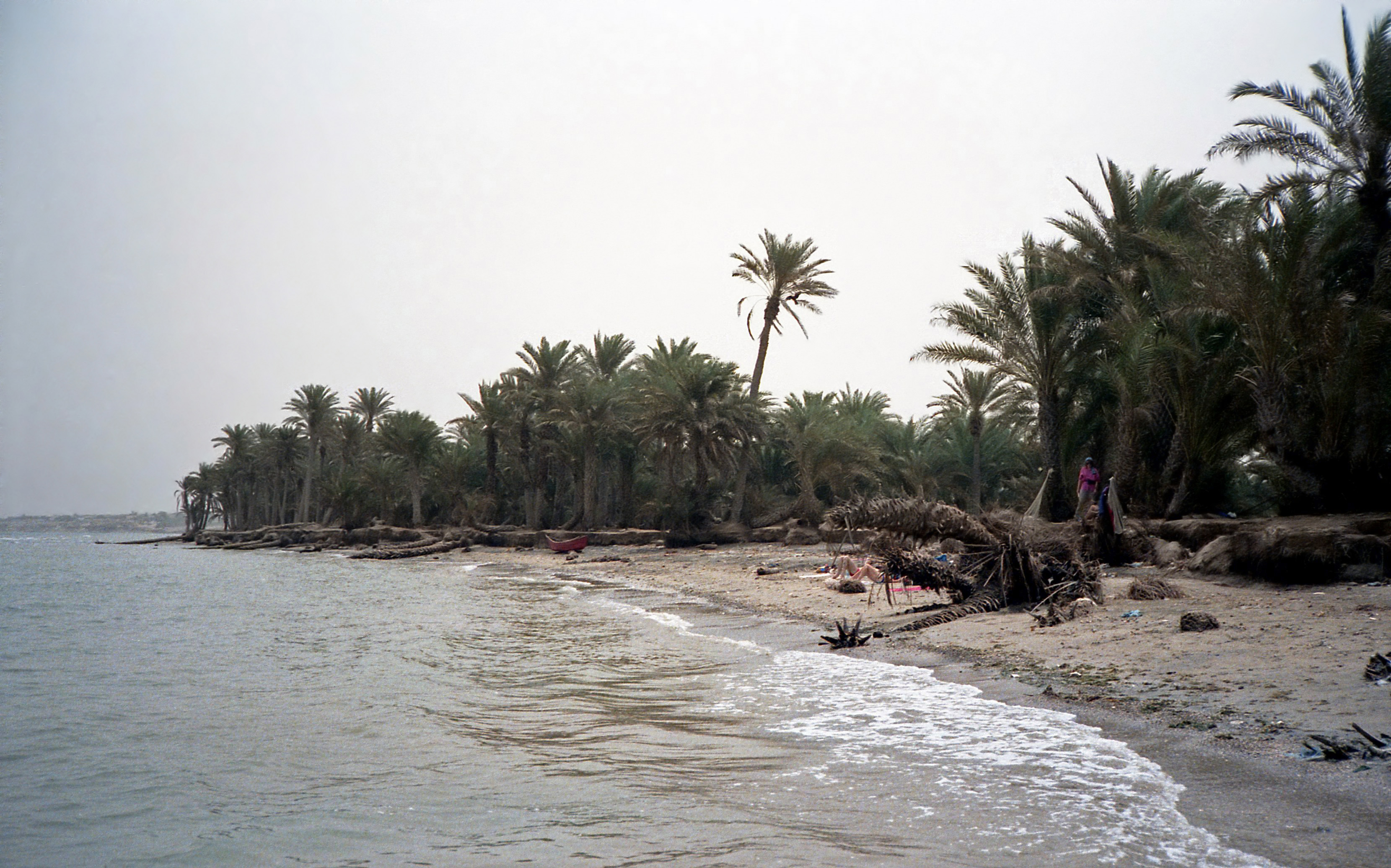
Tihama on the Red Sea near Khaukha, Yemen

بخش ال خوخاه یک ناحیه در یمن است که در استان حدیده واقع شده‌است.

## خصوصیات
بخش ال خوخاه ۳۳٬۷۶۴ نفر جمعیت دارد.